# Комуністична партія Вірменії
«Комуністична партія Вірменії» (вірм. Հայաստանի կոմունիստական կուսակցության) — вірменська компартія, що вважає себе правонаступницею Комуністичної партії Вірменії у складі КПРС, яку було засновано 1920 року, та яка перебувала при владі впродовж усього радянського періоду, бувши єдиною партією у Вірменській РСР, до 1991 року.

## Діяльність
Після 1991 року Компартія в сучасній Вірменії входила до складу Національних зборів Вірменії 1-го та 2-го скликань.
- 1 скликання (1995) — партія здобула 15% голосів (6 депутатських мандатів)
- 2 скликання (1999) — 12,09% голосів (9 депутатських мандатів)
- На парламентських виборах 2003, 2007 та 2011 років партія не пройшла до складу парламенту.

## Керівництво
З 2005 року першим секретарем ЦК Компартії Вірменії є Рубен Товмасян.